# 民族革命委員會

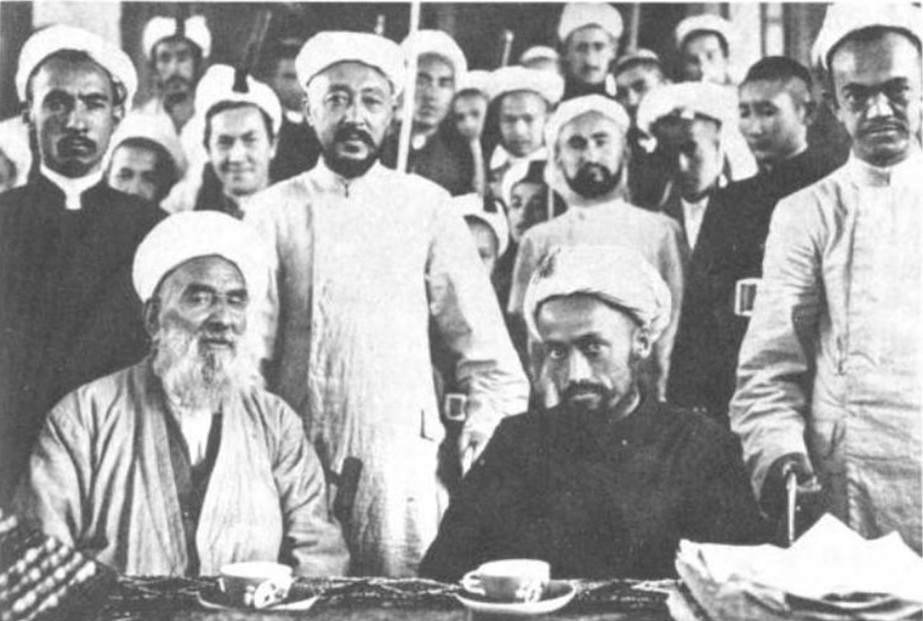
穆罕默德·伊敏（前排穿黑衣者）与和阗乌理玛

民族革命委員會是1932年至1934年活躍於中華民國新疆省南部和闐、喀什噶爾（相當於今和田地區、喀什地區一帶）的泛突厥主義右翼政治組織。

## 简介
1932年，民族革命委員會由穆罕默德·伊敏創建。其宗旨是反漢、反東干（回族）、反基督教、反共產主義，建立維吾爾族主導的伊斯兰国家。民族革命委員會最初有三百餘名成員和50條舊槍，以穆罕默德·伊敏及其兩個兄弟阿不都拉·布格拉、努尔·阿合买提江·布格拉為首。不久，墨玉礦工暴動的首領伊斯邁爾汗·和加也與民族革命委員會合流。1933年初，富有政治經驗的沙比提大毛拉也加入該團體。
1933年2月20日，民族革命委員會在和闐舊城集會，宣佈成立“和闐臨時政府”（後改稱和闐伊斯蘭政府），推舉穆罕默德·尼牙孜·艾來木為總統，沙比提大毛拉為總理。穆罕默德·伊敏自稱埃米爾，是和闐臨時政府的實際控制者。阿不都拉·布格拉、努爾·阿合買提·布格拉分別號稱“阿不都拉艾米爾”、“阿合買提江艾米爾”，因此當時人又將和闐臨時政府稱為“和闐艾米爾政府”。3月16日，民族革命委員會攻佔和闐新城，強迫漢人改信伊斯蘭教，並殺戮印度的高利貸者。在和闐的瑞典行道會基督教傳教士也被驱逐。隨後穆罕默德·伊敏出兵攻佔了東至且末、西至英吉沙爾一帶地區。七八月间，民族革命委員會趁喀什噶爾的柯尔克孜军首领乌斯满撤退之际，占据了疏附縣城（即喀什噶爾回城，今喀什市），与占据疏勒（喀什噶爾汉城）的回族军阀马占仓对峙。
1933年11月12日，伊敏、沙比提在疏附宣佈成立東突厥斯坦伊斯蘭共和國，其政府要職被民族革命委員會與青年喀什噶爾黨成員佔據。1934年2月，馬仲英所部回族軍隊（陸軍新編第三十六師）消滅了東土耳其斯坦政權。6月，马虎山军队攻佔和阗，伊敏流亡阿富汗。

### 引用
1. ↑  海特·巴米爾，《俄國與中國之間的突厥斯坦》，阿姆斯特丹，1971
2. ↑  Christian Tyler. . New Brunswick, New Jersey: Rutgers University Press. 2004: 115  [2010-06-28]. ISBN 0813535336, ISBN 9780813535333. （原始内容存档于2014-06-27）.
3. ↑  Andrew D. W. Forbes. . Cambridge, England: CUP Archive. 1986: 84  [2010-06-28]. ISBN 0521255147. （原始内容存档于2014-06-29）.
4. ↑  Touraj Atabaki, John O'Kane, International Institute for Asian Studies. . the University of Michigan. 1998: 270  [2010-06-28]. （原始内容存档于2017-02-28）.
5. ↑  Türk İşbirliği ve Kalkınma Ajansı. . Turkish International Cooperation Agency. 1995: 31  [2010-06-28]. （原始内容存档于2017-02-28）.